# Johann Hermann Kufferath
Johann Hermann Kufferath (Mülheim an der Ruhr, 12 de mayo de 1797 - Wiesbaden, 28 de julio de 1864) fue un compositor alemán.
Siendo el primogénito del relojero Carl Kufferath y su esposa Catharina née Horst, nació en Mülheim an der Ruhr. Él y seis de sus hermanos poseían un talento musical inusual, y los contemporáneos los llamaban las "Pléyades musicales" (una constelación de 7 estrellas brillantes).
Alumno de Louis Spohr y Moritz Hauptmann, fue desde 1823 director musical en Bielefeld y desde 1830 director municipal de música en Utrecht. Escribió cantatas, oberturas, motetes y un libro de texto de cantos.